# Грб Сан Марина
Грб Сан Марина је званични хералдички симбол (Најузвишеније) Републике Сан Марино. Грб највероватније потиче из 14. века и стари је симбол независности најстарије републике на свету.
Саставни делови грба су следећи:
- На плавом штиту налазе се три зелене планине са три сребрне куле, украшене са три пера. Куле представљају три цитаделе Сан Марина - Ла Гвајта, Ла Цеста и Ла Монтале, док брда представљају три врха планине Монте Титано;
- Мото LIBERTAS (лат. слобода) се може односити на прихватање политичких прогнаника у раним годинама Сан Марина као и на очување независности и поред окружености већим државама. Може се повезати и са наводним последњим речима оснивача Сан Марина - Маринуа - "Relinquo vos liberos ab utroque homine" (Остављам вас слободне од било кога другог);
- Храстова и ловорова гранчица, које окружују грб су симболи стабилности републике и одбране слободе;
- Круна је симбол суверенитета.

Грб Сан Марина налази се између осталог и на застави Сан Марина.